# Arquitetura helenística

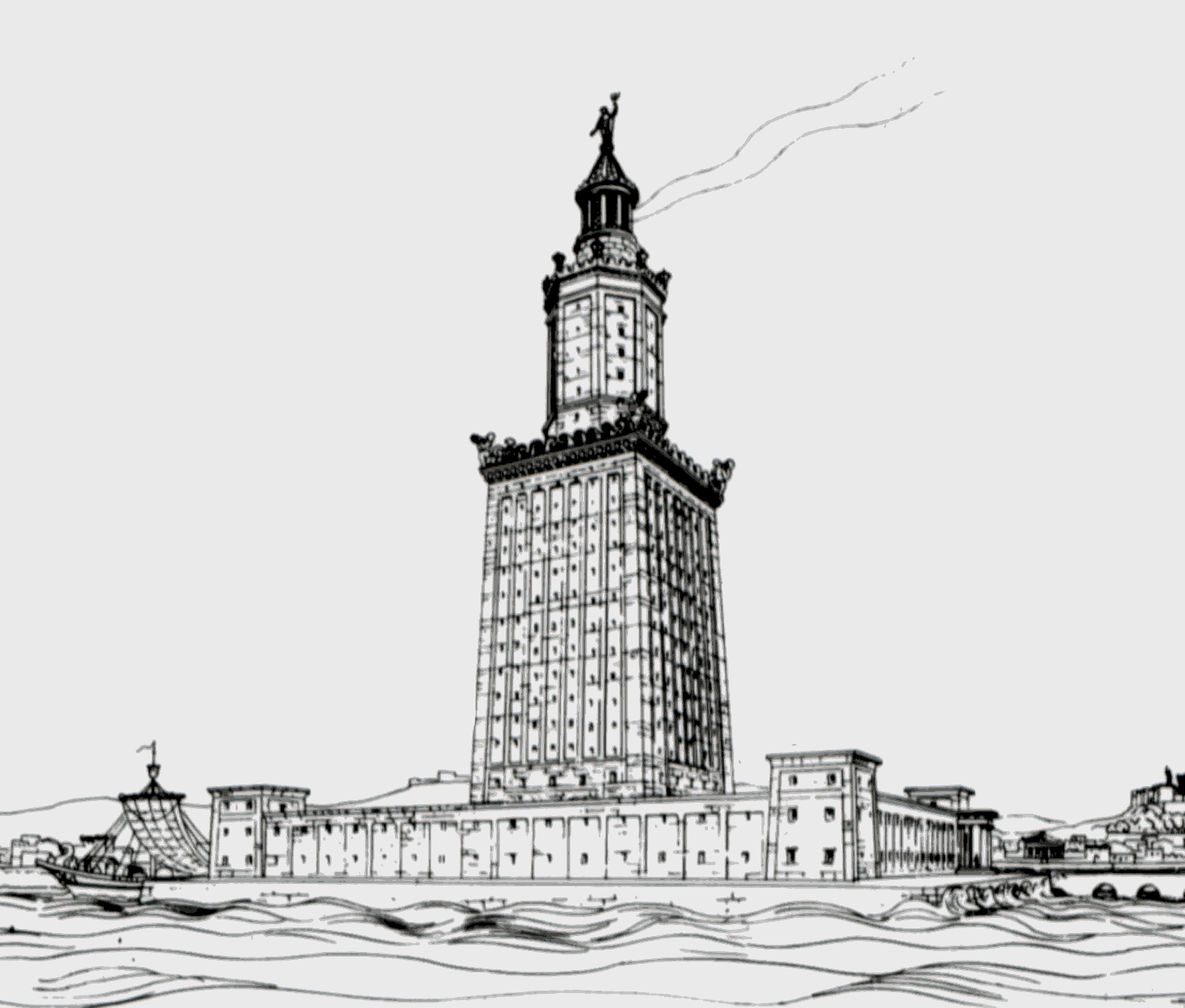
Hipotética estrutura do Farol de Alexandria de H. Thiersch (1909)

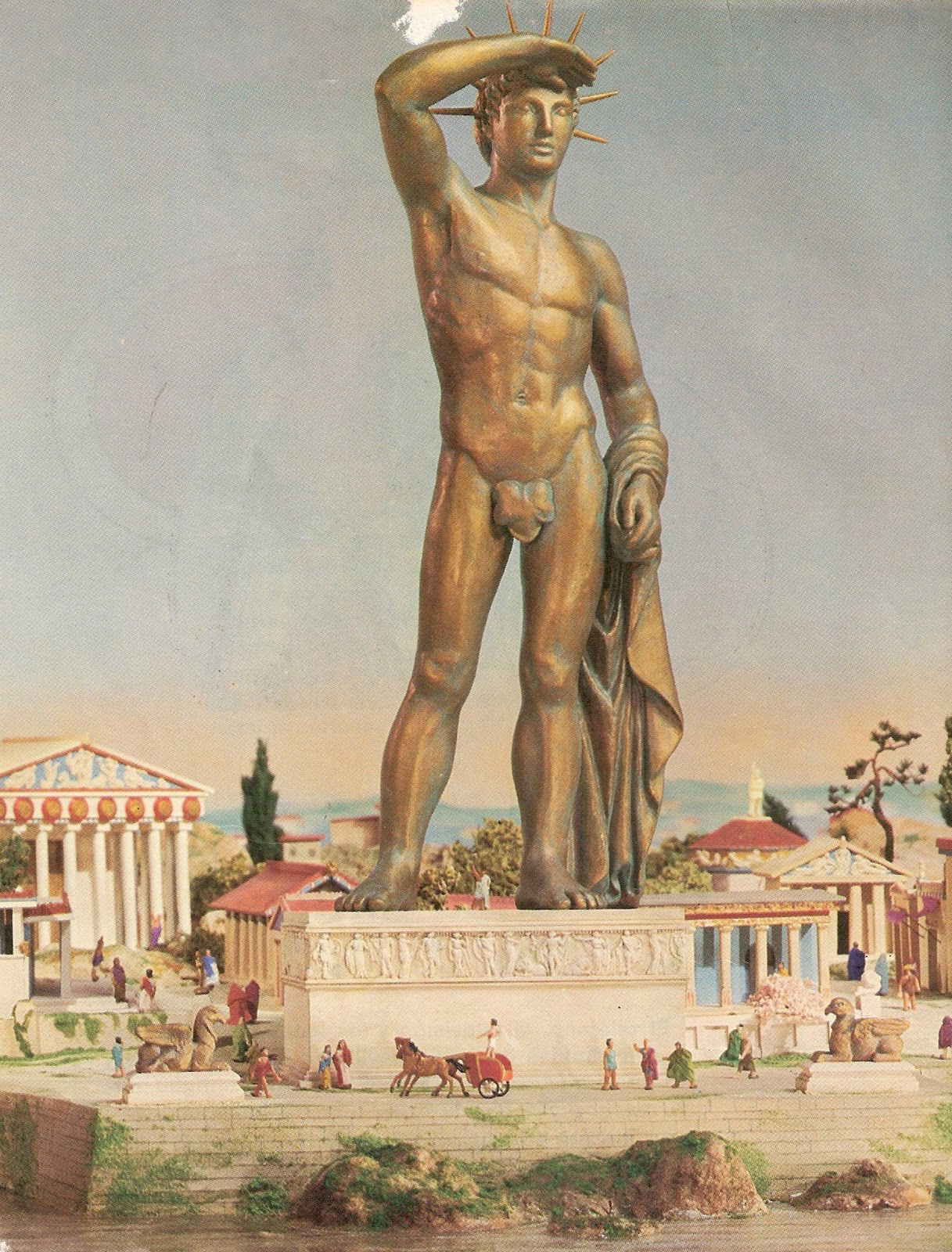
Representação da cidade de Rodes com a possível localização do Colosso

A arquitetura helenística refere-se àquela criada, aproximadamente, no período que se seguiu à morte de Alexandre, o Grande (323 a.C.), com a divisão do seu império em reinos pessoais fundados pelos diádocos, entre eles a Dinastia Ptolomaica no Egito, a Selêucida na Síria ou a Dinastia Atálida em Pérgamo, até o ano 31 a.C. quando Augusto derrotou Marco António e Cleópatra.
A emulação entre os diferentes reinos helenísticos estimulou o desenvolvimento de grandes projetos e complexos urbanos desaparecidos nas cidades-Estado no século V a.C.. Os edifícios foram concebidos para usos específicos, em grandes espaços, não se limitando às barreiras físicas da Grécia Antiga, com a criação de novas cidades como Alexandria, fundada em 332 a.C., Antioquia, Pérgamo e Selêucia no Tigre.
A arquitetura helenística foi um momento importante na arquitetura da antiguidade. Entre as suas obras estão duas das chamadas sete maravilhas do mundo antigo: o Colosso de Rodes e o Farol de Alexandria. Mas a Biblioteca de Alexandria também é considerada um exemplo de engenhosidade arquitetónica.

## Características da arquitetura helenística
Os reis, no esforço pela emulação, enviaram os seus arquitectos de cidade em cidade para construir monumentos que enaltecessem o seu prestígio: edifícios públicos, religiosos ou culturais, isto veio a facilitar a unidade estilística da arquitectura helenística.
Esta caracterizou-se pelo seu ecletismo e maior liberdade que a da Grécia Antiga, em parte devido, entre outros, à utilização do primeiro betão de cimento natural, e à construção de projetos de grande escala e cidades concebidas de raiz, como Pérgamo ou Alexandria. Este planeamento urbano foi bastante inovador para o mundo grego. O local foi meticulosamente escolhido para criar um efeito teatral baseado no panorama visual do local. A natureza do terreno não era modificada e os projectos de construção foram adaptados ao ambiente natural para realçar as suas qualidades. Foram criados vários locais de entretenimento, como teatros e jardins públicos, bem como stoas e basílicas às quais foi acrescentado um clerestório para iluminação interna.
Os pórticos, stoas, buleutérios, pritaneus e fontes, bem como monumentos funerários, portos e faróis, foram reforçados muitas vezes adornados com obras de arte.
O templo dórico foi praticamente descontinuado, favorecendo as ordens jônica e coríntia, cada vez mais elaboradas.
Os melhores exemplos monumentais da arquitetura helenística encontram-se na Anatólia, pois o território propriamente grego tinha falta de fundos para a construção de grandes edifícios, tendo perdido a sua independência.

## Alexandria

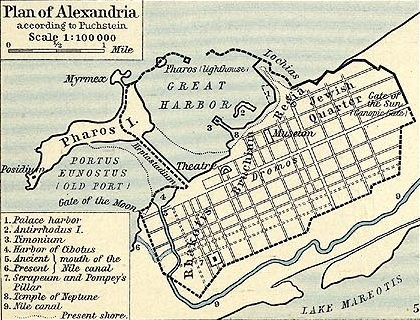
Mapa da antiga Alexandria, com o Serapeum localizado ao sul (#7)

Em Alexandria, foi construído o Serapeu, criado de raiz, um santuário monumental para o culto de Serápis, fundado no ano 300 a.C. por Ptolomeu I, que combinava características gregas com orientais. Foi erigido sobre um estilobato cujo acesso era feito por um pórtico abobadado que dava acesso a um pátio com estanque . No seu recinto existia uma biblioteca complementar à Biblioteca de Alexandria, onde eram conservados exemplares das edições preparadas no Museion e podiam ser acessados por qualquer pessoa. Sob o terraço existiam várias salas onde se celebravam cerimónias religiosas.

## Atenas

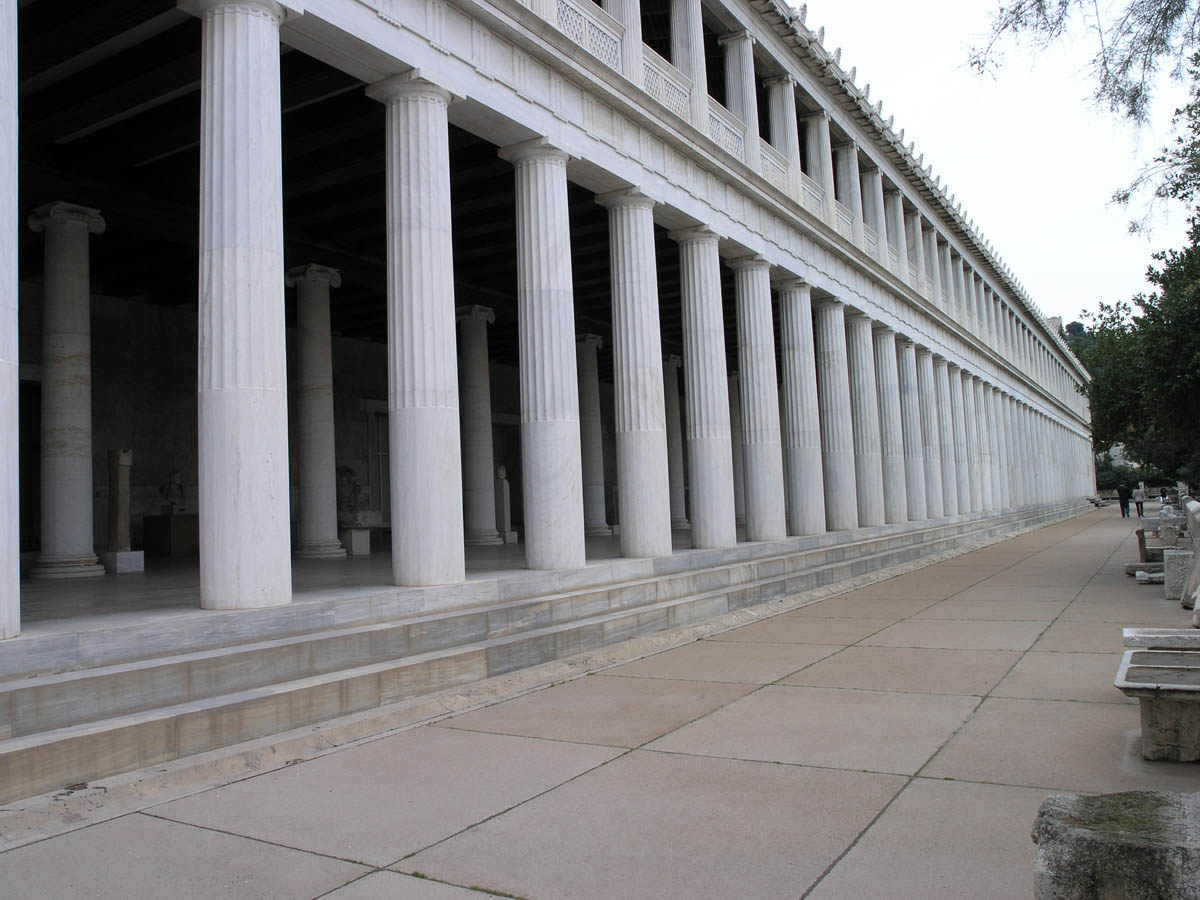
Os dois níveis do stoa de Attalus: térreo dórico e primeiro andar jônico

A ordem coríntia foi usada pela primeira vez num grande edifício no Templo do Zeus Olímpico. A sua colunata dupla tinha vinte colunas nas laterais e três fileiras de oito colunas nas extremidades.
Na arquitetura urbana generalizou-se a monumentalidade da stoa, como na de Átalo construída na Ágora de Atenas pelo rei de Pérgamo Átalo II. Foi construído com a sobreposição de colunas permitindo desenvolver o princípio da sobreposição de ordens com o jónico no piso superior ou no interior e o dórico no piso térreo ou no exterior.

## Didima

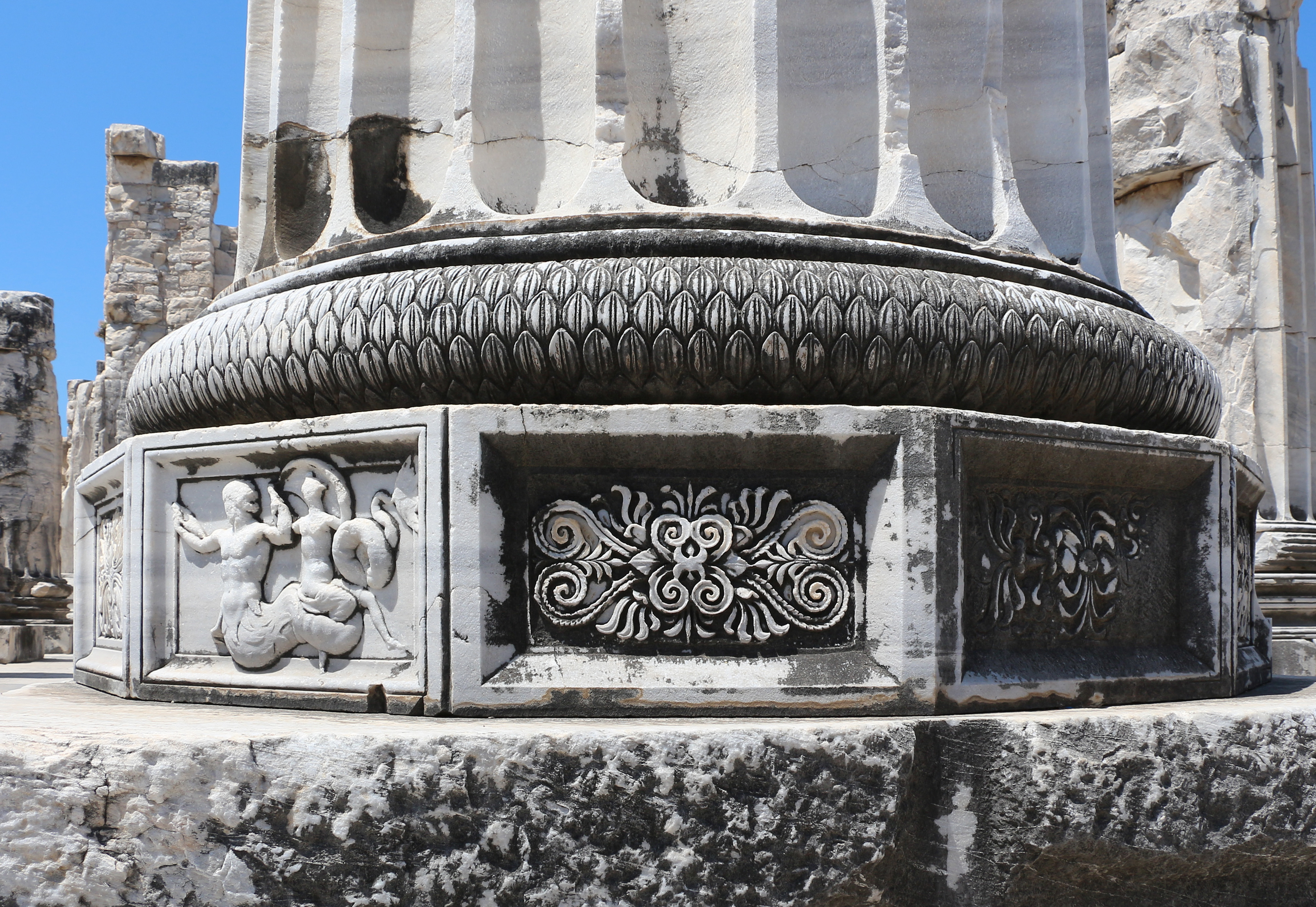
Base de uma coluna no Templo de Apolo em Dídima

Foi a era da suntuosidade e do gigantismo; por exemplo, no segundo templo de Apolo de Didima (a vinte quilómetros de Mileto). Foi concebido em 330 a.C. por Dáfnis de Mileto e Peónio de Éfeso, mas a obra, nunca terminada, continuou até o século II. Na região do Mediterrâneo, o santuário foi um dos maiores já construídos no mundo grego. Foi construído sobre uma base alta de sete degraus, com dimensões de 59 x 118 metros. Dentro dum grande pátio de 21,7 x 53,6 metros, a cela era cercada por uma dupla colunata de 108 colunas jónicas de quase 20 metros de altura, cujas bases e capitéis eram ricamente trabalhados.

## Olinto

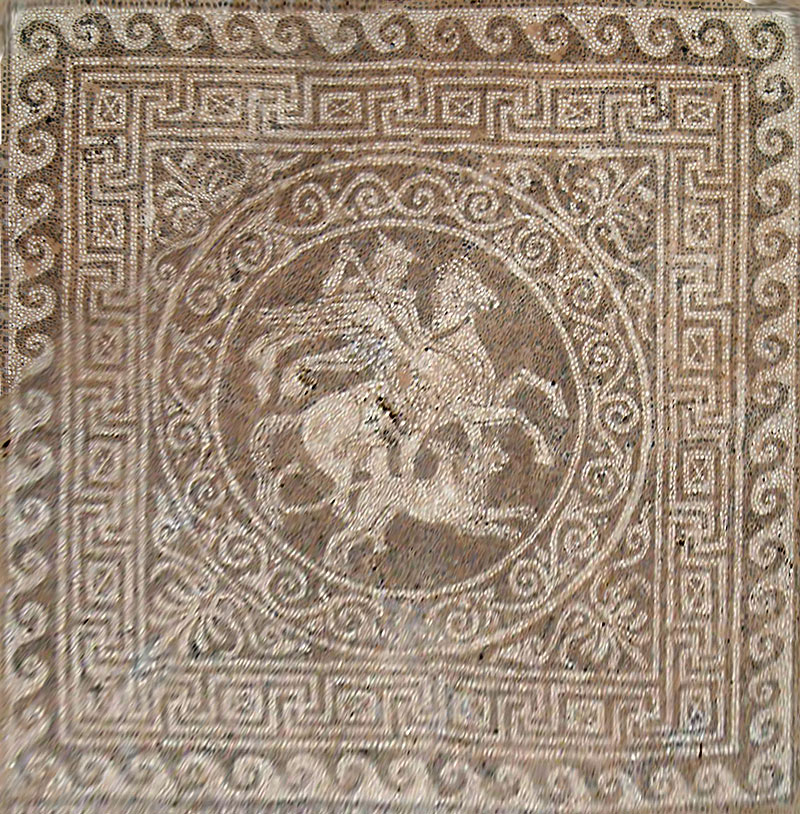
Mosaico de uma casa em Olinto, com representação de Belerofonte

A antiga cidade de Olinto foi um dos pilares arquitetónicos e artísticos no estabelecimento de uma conexão entre os mundos clássico e helenístico. Nas escavações arqueológicas foram encontradas mais de 100 casas muito bem conservadas, o que nos permitiu compreender melhor as atividades que nelas se realizavam e como era organizado e utilizado o espaço interno.
A habitação, dentro da arquitetura privada, era tipicamente quadrada, confortável e prática, considerada uma marca proeminente da civilização na cultura grega durante o período helenístico e e posteriormente. Viver uma vida civilizada envolvia manter um espaço adequado, utilizando tijolos na construção. Outros materiais utilizados foram pedra e madeira.
Outro elemento que se popularizou durante o período helenístico foi a organização das habitações em torno de um pátio. Os pátios serviam como fonte de luz para a casa, uma vez que as casas gregas eram fechadas para o exterior para manter um nível de privacidade. Embora tenham sido encontradas janelas em algumas casas, geralmente eram altas e pequenas. Os espaços bem iluminados eram utilizados para entretenimento ou para a realização de atividades públicas, enquanto os setores privados da casa eram escuros e fechados, o que complicava as tarefas domésticas.
Os pátios eram o centro das atenções da casa, pois proporcionavam espaço de entretenimento e fonte de luz. Foram pavimentados com mais frequência com pederneiras, mas foram descobertos pátios com mosaicos geométricos ou figurativos. Os mosaicos eram uma forma de expressar os interesses e crenças da família, bem como uma forma de decorar a casa para torná-la mais atraente. Este toque artístico nas casas de Olinto introduz outro elemento da vida civilizada na sociedade helenística.

## Pérgamo

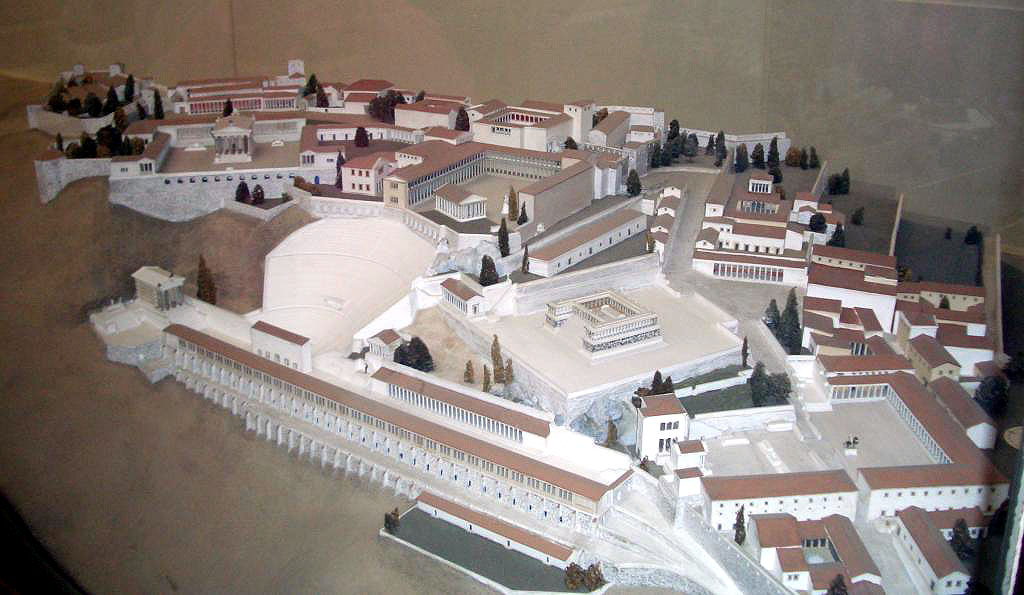
Maquete com a reconstrução da cidade de Pérgamo

Pérgamo, em particular, é um exemplo típico de planeamento urbano e arquitetura helenística. A partir de uma simples fortaleza localizada na acrópole, vários reis atálidas ergueram um colossal complexo arquitetónico. Os edifícios espalharam-se pela Acrópole seguindo a natureza do terreno. A ágora, situada a sul, no terraço inferior, era rodeada por galerias de colunas ou stoà . Foi o ponto de partida de uma estrada que atravessa toda a acrópole, separando, por um lado, os edifícios administrativos, políticos e militares, a nascente e no topo da rocha, e por outro, os santuários, ao oeste a meia altura. Entre estes últimos, o mais importante foi o que albergava o grande altar monumental (Altar de Pérgamo), denominado dos «doze deuses» ou «dos deuses e gigantes», que constitui uma das obras-primas da escultura grega. Um gigantesco teatro, com capacidade para quase 10 000 espectadores, foi escavado nas encostas do morro.